# Misono
Misono (13 d'octubre de 1984 –), nascuda Misono Koda (神田 美苑, Kōda Misono), és una cantant de J-Pop originària de la Kyoto, Japó.

## Història

### Vida prèvia
Des de xiqueta Misono va donar els seus primers passos en la música, sempre estant exposada a l'ambient artístic a l'interior de la seua família. Ja des dels vuit anys va començar a prendre classes de piano, i ja més gran en la secundària començà a prendre classes de cant. Les experiències de des de menuda acompanyant a la seua mare i germana a càstings i audicions, on cercaven oportunitats per a convertir-se en cantant, va ser una mica el que es creu que marcà a la jove Misono.
En el 2000, amb setze anys i poc després que la seua germana major coneguda com a Kumi Koda es convertira en la guanyadora de l'audició avex dream 2000 organitzat per Avex cercant nous talents, Misono també va decidir presentar-se a un dels càstings que es van fer posteriorment dins del mateix any, avex natsu yasumi audition -l'audició d'estiu d'Avex-, en el qual igual que si germana, també va eixir guanyadora.

### Debut en day after tomorrow
En el 2001 la jove va abandonar la casa dels seus pares, i va viatjar a la capital de Tòquio, on va començar a entrenar-se musicalment, per a poder estar millor preparada. A l'abril del mateix any Misono s'uní com a vocalista per a la banda day after tomorrow, amb els quals va debutar oficialment en el mes d'agost. La banda rebé un gran suport per part del seu productor Mitsuru Igarashi, i també per part dels executius d'Avex, que tenien grans expectatives per a ells i esperaven que es convertiren en un èxit a gran escala, com pocs anys arrere altres bandes del mateix segell com Every Little Thing i Do As Infinity ho havien aconseguit. A la fi d'eixe any day after tomorrow guanyava el Japan Record Award al Millor Novençà de l'Any, i en temps que procedirien la banda s'anà acostumant a gaudir d'un èxit estable. Es va convertir en un hàbit que cadascun dels treballs que llançaven arribaren fàcilment als llocs alts de les llistes d'Oricon en l'estiu del 2003, amb dos dels seus senzills, "moon gate" i "Dear Friends/It's My Way" arribant al segon lloc de les llistes.
Després d'haver llançat bastants senzills, miniàlbums i àlbums d'estudi, finalment day after tomorrow acabà la seua activitat el juliol del 2005. L'any posterior a l'escàndol provocat pel guitarrista de la banda Kitano juntament amb Sayaka Kanda, es va anunciar que els tres integrants anaven a continuar els seus camins en solitari. Es va especular que hi havia certes rancúnies a l'interior del grup, però ells ho van desmentir dient que a pesar que se separaven seguien mantenint bones relacions.

### Començament com solista
El seu debut com solista ho realitzà el 29 de març del 2006 amb el llançament del seu primer senzill, "VS", tema principal del videojoc de Nintendo DS Tales of the Tempest. El senzill, que combinava elements molt més propers a melodies pop rock comparat amb els seus treballs anteriors amb day after tomorrow, i una imatge més d'ídol i infantil amb el vídeo musical i la sessió fotogràfica del senzill inspirada en la història del conte clàssic infantil de Blancaneus, es va convertir en un èxit tal com s'esperava, debutant en el lloc núm. 4 de les llistes setmanals de'Oricon en la primera setmana que va eixir a la venda, arribant a vendre més de trenta mil còpies. En aquesta nova faceta de Misono ha estat utilitzat com enganxe per al públic utilitzar elements de contes i rondallas en la seua imatge, va utilitzar tant en vídeos musicals, sessions fotogràfiques i presentacions elements i personatges de famoses històries infantils.
Per al seu segon senzill en solitari, "Kojin Jugyō" -cover de la popular cançó dels anys setanta interpretat original per la banda Finger 5, banda que misono considera una de les seues favorites, llançat uns mesos més tard, va ser utilitzat com inspiració el conte de La Cendrellosa. El senzill igualment es creia que anava a tenir un acompliment fort en les llistes, però finalment va vendre la meitat del que va vendre el seu treball anterior, el que el molts ho van considerar com un fracàs. Però amb el següent senzill llançat al mercat, "SPEEDRIVE", inspirat en L'ànec lleig i que també va ser el primer tema que Misono interpretà en televisió en aquesta nova etapa solista per a ajudar a la promoció, les vendes van baixar de manera alarmant. Des de quinze mil còpies aproximades arribades amb el senzill anterior i haver arribat amb sort al núm. 15 de les llistes d'Oricon, aquest últim ni tan sols abastà a entrar al Top 20 de la llista, amb vendes que no van assolir superar la barrera de les deu mil còpies.

### La sobrecàrrega
La popularitat de Misono ha anat descendint rotundament des del seu debut amb day after tomorrow com una ídol fins als seus més recents treballs, i es creu que la principal causa és que la seua imatge s'ha vist considerablement danyada per la sobrecàrrega que Misono ha anat adquirint des que va debutar en solitari, i tant és el nivell d'açò que molts fins i tot arribaren a considerar-la fins i tot a la vora d'arribar a l'obesitat. A causa d'açò, el setembre del 2006 Misono va decidir participar en un reality show de la cadena MTV del Japó on començaria una dieta, transmesa a escala nacional i controlada per la Beauty Clinic i aquest canal musical. Al començament de la seua dieta les seues dades van ser registrats computacionalment, presentant que des de 42kg que tenia al moment de començar la seua carrera solista, va augmentar fins a arribar als 56,2 kg, augmentant el seu greix corporal en un 32,1%. A l'octubre començà a transmetre's el programa, que va ser dit Girls meet Beauty, conduït per Yuri Takano.

### never+land
Per a promocionar Girls meat Beauty, Misono per primera vegada en tota la seua carrera va deixar que el seu cos fos exposat en un seminuu -en topless- en fotografies que van aparèixer en fitxes i revistes, fet que també va causar un gran impacte entre els seus fanàtics i de l'entreteniment japonès en general. El seu quart senzill, titulat "Lovely Cat's Eye", va ser llançat alguns mesos després d'aquest polèmic fet, i igual que el seu primer senzill, va ser utilitzat per a promocionar a Tales of the Tempest, i assolí convertir-se en un èxit moderat en les llistes, recuperant el nivell de vendes arribant a almenys a del seu segon senzill.
Així continuà Misono fins a acabar el seu agitat any 2006, i les seues activitats musicals es van reprendre ja en el segon mes del 2007. Ací va veure la llum la seua primer senzill belada i també el seu primer de doble cara A, "Hot Time/ A. answer", sent el segon tema principal del seu reality show, i on se li veu en la portada apareix en topless i considerablement més prima que en la seua anteriors fotografies d'aquest tipus.
Després d'haver llançat ja cinc senzills promocionals, a finals del mateix mes el seu primer àlbum original d'estudi, titulat "never+land", va veure la llum. L'àlbum, igualment orientat al gènere de contes i rondalles, no va obtenir ni la meitat de l'èxit que s'esperava per al primer àlbum d'una artista que anteriorment havia gaudit de molta popularitat, debutant en el lloc núm. 20 en la seua primera setmana en Oricon, amb vendes inicials de deu mil còpies i mitjana aproximadament. Que diversos dels seus senzills anteriorment llançats hagen venut més que l'àlbum pot explicar-se pel fet que tal vegada no va cridar molt l'atenció en matèria de promoció, a part que molts dels temes presents en el disc ja havien estat llançades en treballs anteriors.
Per a abril del mateix any havia estat programat el llançament d'un àlbum de covers de Misono, en el qual es creia serien inclosos els seus enregistraments de "Complicated" d'Avril Lavigne i "TOMORROW" de Mayo Okamoto, a part d'un nou senzill titulat "Pochi", esperat per al mes de maig. No obstant això el primer fou posteriorment cancel·lat a la fi de març; les raons de la cancel·lació es desconeixen, encara que s'infereix que haja estat a causa del fracàs del primer àlbum original d'estudi. Finalment només "Pochi" va veure la llum, sent llançat al mercat el 16 de maig.

### El Rock Project
Després d'estar quatre mesos sense cap nou treball, el setembre de 2007 comença un nou projecte musical per a Misono: el denominat Rock Project, que consistiria en llançaments de diversos senzills Rock produïts per un artista distint. El primer d'aquests senzills va ser "Zasetsu Chiten", produït pel músic Hidekazu Hinata -integrant de la banda japonesa Straightener-, que va ser llançat el 12 de setembre. El 14 de novembre d'aquest mateix any va ser llançat el segon senzill del projecte, "Jūnin Toiro", produït per la banda GO!GO!7188; i el 30 de gener del 2008 és llançat "Mugen Kigen", produït per Onsoku Line.
Per a març del 2008 estaven també prevists els llançaments del quart i últim senzill del Rock Project, "Ninin Sankyaku", i el segon àlbum original d'estudi de Misono; no obstant això, per raons que no van ser aclarides, aquests llançaments van ser cancel·lats fins a nou avís. Finalment, el senzill "Ninin Sankyaku" fou llançat el 25 de juny.

## Discografia

### Senzills
1. VS (29 de març del 2006) - #4 32.920 còpies venudes
2. Kojin Jugyō (個人授業, Kojin Jugyou) (10 de maig del 2006) - #15 14.084 còpies venudes
3. SPEEDRIVE (スピードライブ) (12 de juliol del 2006) - #21 9.797 còpies venudes
4. Lovely Cat's Eye (ラブリー♡キャッツアイ) (1 de novembre del 2006) - #14 14.682 còpies venudes
5. Hot Time/ A. ~answer~ (ホットタイム／A.__～answer～) (7 de febrer del 2007)
6. Pochi (ポチ) (16 de maig del 2007)
7. Zasetsu Chiten (挫折地点) (12 de setembre del 2007)
8. Juunin Toiro (十人十色) (14 de novembre del 2007)
9. Mugen Kigen (夢幻期限) (30 de gener del 2008)
10. Ninin Sankyaku (二人三脚) (25 de juny del 2008)
11. Kazoku no Hi / Aburazemi♀(Osaka Version)-Piano・Version- (家族の日/アブラゼミ♀(大阪バージョン)-ピアノ・バージョン-) (29 d'octubre, 2008)
12. Kyukon / ?cm (球魂/?cm) (18 de febrer del 2009)

### Àlbums
1. never+land (28 de febrer del 2007)
2. Sei -say- (生 -say-) (16 de juliol del 2008)

#### Altres senzills
- 11 eleven (Cyber X feat. misono) (28 de maig, 2003)
- Tribute to Avril Lavigne-Master's Collection- (25 d'octubre, 2006)
En este àlbum tribut a Avril Lavigne per artistes japonesos, Misono interpreta el seu primer senzill "Complicated".
- Àlbum de covers; títol per anunciar-se (18 d'abril del 2007)
- Mō sugu Christmas (もうすぐクリスマス) (Mai Satoda amb Gōda Kyōdai) (12 de novembre del 2008)
- Bye-Bye (バイバイ) (Mai Satoda amb Gōda Kyōdai) (14 de gener del 2009)
- It's all Love! (Koda Kumi × misono) (31 de març de 2009)

## Filmografia
- 2007: Obachan Chips
- 2009: The Harimaya Bridge